# Tia (principessa)
Tia (o Tiya; fl. XIII secolo a.C.) è stata una principessa egizia della XIX dinastia.

## Famiglia
La principessa Tia fu figlia del grande faraone Seti I e della regina Tuia; fu la sorella maggiore di Ramesse II il Grande. È conosciuta esclusivamente grazie a monumenti risalenti al lungo regno del fratello Ramesse.
Andò in sposa a un funzionario, chiamato anch'egli Tia, cui diede due figlie: Mutmetjennefer e un'altra, il cui non si è conservato, entrambe raffigurate nella tomba dei genitori a Saqqara.

## Biografia
Nacque durante il regno di Horemheb (1319 a.C. o 1306 a.C. - 1292/1291 a.C.; dibattuto), quando la sua famiglia non era ancora al potere. Suo nonno, Pramesse, uno dei più alti funzionari del regno, ottenne il trono in tarda età, designato da re Horemheb, che non aveva figli, quale suo successore; regnò come Ramesse I (1292/1291 a.C. - 1290 a.C.). È possibile che derivasse il suo nome da quello della nonna, nota come Sitra, la quale potrebbe però essere identificata con una donna di nome Tia, madre di Seti I. Il suo unico fratello noto con certezza fu il faraone Ramesse II; una principessa più giovane, Henutmira, sarebbe stata una sorella o una nipote di Tia. 
Poiché non nacque come principessa, Tia è una delle poche principesse della storia egizia ad avere avuto un marito esterno alla casa reale. Il suo sposo, uno scriba reale, si chiamava Tia, proprio come lei, ed era il figlio di un funzionario d'alto rango di nome Amonuahsu. Tia, marito della principessa, fu un educatore del futuro Ramesse II, collezionando in seguito altri incarichi di prestigio (fu anche Ispettore del Tesoro e Ispettore della Mandria di Amon). La principessa ebbe invece alcuni dei titoli religiosi tipici delle nobildonne: Cantrice di Hathor, Cantrice di Ra di Eliopoli, Cantrice di Amon Grande nella Sua gloria).

## Morte e sepoltura
La coppia di Tia e Tia fu sepolta a Saqqara. La loro tomba fu collocata nei pressi di quella di Horemheb e gli scavi nel sito furono condotti da Geoffrey T. Martin.